# Pneumatische Wanne

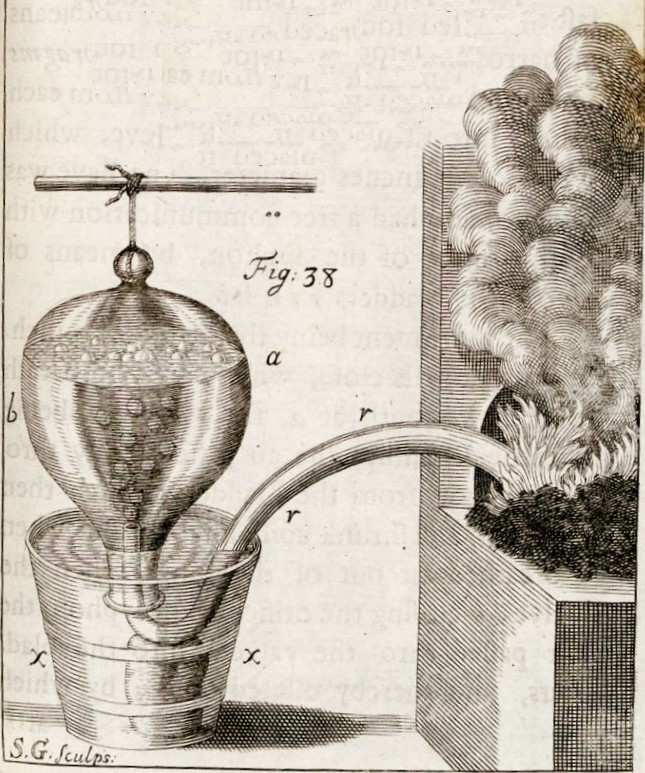
Historischer pneumatischer "Trog" ("X")

Pneumatische Wannen gehören zur typischen Laborgeräteausstattung. Sie sind im Prinzip nur Glasschüsseln oder -tröge von genügender Größe. Sie haben keine „pneumatischen“ Vorrichtungen oder Funktionen, sondern sollen durch ihre Durchsichtigkeit den Ablauf pneumatischer Experimente, die mit anderen Geräten in dieser Wanne durchgeführt werden, visuell verfolgbar machen. 
Typischerweise kann man sie zur Abfüllung von Gasen verwenden, wenn man zuvor einen mit Wasser gefüllten Standzylinder in der Wanne unter dem Wasserspiegel mit der Öffnung nach unten aufstellt und durch einen Schlauch Gas einleitet. Statt eines Standzylinders werden in Schulen auch manchmal Reagenzgläser als Messbehälter verwendet.